# بادخورة (سيد جمال الدين)
بادخورة (بالفارسية: بادخوره) هي قرية تقع في إيران في قسم سید جمال الدین الريفي. يقدر عدد سكانها بـ 1,975 نسمة .